# کامیگاتا
کامیگاتا (به ژاپنی: 上方 Kamigata) اصطلاح محاوره ای برای منطقه ای که امروزه به نام منطقه کانسای (کان، مانع؛ سای، غرب) شناخته می‌شود، در ژاپن. این منطقه وسیع شامل شهرهای کیوتو، اوساکا و کوبه است. این اصطلاح به ویژه هنگام بحث در مورد عناصر فرهنگ شهری دوره ادو مانند اوکی‌یوئه و کابوکی، و هنگام مقایسه با فرهنگ شهری منطقه ادو / توکیو استفاده می‌شود.